# Зороастрийские тексты
Зороастри́йские те́ксты — совокупность традиционных текстов, бытующих (или бытовавших) у последователей зороастризма, посвящённых вероучению, религиозному почитанию, этике, законодательству, описаниям обычаев и обрядов.

## Авеста
Основная статья Авеста
Священные тексты зороастризма:
- Ясна («Почитание») — зороастрийская литургия из 72 глав.
  - Гаты — центральная часть Ясны, гимны пророка Заратуштры
- Вендидад («Закон против дэвов», 22 главы)
- Висперед («Все главы») — дополнение к Ясне из 24 глав.
- Хорде Авеста («Малая Авеста») — сборник повседневных молитв
- Фрагменты — фрагменты различных утраченных насков.

## Пехлевийские тексты
Литература на среднеперсидском языке, создававшаяся во времена Сасанидов и в первые века после них на базе наследия сасанидской эпохи.
- Зенд (перевод Авесты и комментарий к ней)
- Дадестан-и Меног-и-Храд («Суждения духа разума») — назидательно-проповеднический текст
- Денкард («Деяния веры») — обширная энциклопедия зороастрийских религиозных знаний в 9 томах (два первых утрачены), IX—X в., авторы — Адурфарнбаг Фаррахзадан и Адурбад Умедан.
- Бундахишн («Сотворение основы») — описание космогонии и мироздания, XI в., автор — Фарнбаг Дадагих
- Визидагиха-и Задспрам («Избранное Задспрама»), космогония, жизнь Заратуштры, эсхатология, IX в., автор — Задспрам Джуван-Джаман.
- Дадестан-и Дениг («Суждения о вере»), ответы авторитетного мобеда на вопросы мирян, IX в., автор — Манушчихр Джуван-Джаман.
- Намагиха-и Манушчихр — письма упомянутого автора.
- Шаист-Нашаист («Дозволенное и недозволенное») — сборник религиозных правил.
- Шканд-гуманиг-визар («Рассуждение, рассеивающее сомнения»), сочинение апологетического и полемического характера, IX в., автор Марданфаррух
- Пехлевийские риваяты (авторы: Адурфарнбаг и Фарнбаг Срош)
- Различные «андарзы» (наставления)

## Персидские тексты
Ранняя литература на новоперсидском языке:
- Саддар (XI в.)
- Саддар Бондахеш (XVI в.)
- Персидские риваяты (XV—XVII вв.)
- Зартошт-наме — стихотворное жизнеописание Заратуштры (XIII в., автор — Зартошт Бахрам Пажду)